# Saint-Mards-de-Fresne
Saint-Mards-de-Fresne és un municipi francès situat al departament de l'Eure i a la regió de Normandia. L'any 2007 tenia 339 habitants.

## Demografia

### Població
El 2007 la població de fet de Saint-Mards-de-Fresne era de 339 persones. Hi havia 128 famílies de les quals 24 eren unipersonals (8 homes vivint sols i 16 dones vivint soles), 36 parelles sense fills, 52 parelles amb fills i 16 famílies monoparentals amb fills.
La població ha evolucionat segons el següent gràfic:
Habitants censats

### Habitatges
El 2007 hi havia 171 habitatges, 133 eren l'habitatge principal de la família, 34 eren segones residències i 4 estaven desocupats. Tots els 170 habitatges eren cases. Dels 133 habitatges principals, 115 estaven ocupats pels seus propietaris, 15 estaven llogats i ocupats pels llogaters i 3 estaven cedits a títol gratuït; 6 tenien dues cambres, 18 en tenien tres, 29 en tenien quatre i 80 en tenien cinc o més. 102 habitatges disposaven pel capbaix d'una plaça de pàrquing. A 56 habitatges hi havia un automòbil i a 70 n'hi havia dos o més.

### Piràmide de població
La piràmide de població per edats i sexe el 2009 era:
| Homes | Edats   | Dones |
| ----- | ------- | ----- |
| 0     | 95 o +  | 0     |
| 0     | 90 a 94 | 0     |
| 0     | 85 a 89 | 8     |
| 0     | 80 a 84 | 0     |
| 8     | 75 a 79 | 8     |
| 4     | 70 a 74 | 4     |
| 8     | 65 a 69 | 20    |
| 12    | 60 a 64 | 12    |
| 0     | 55 a 59 | 8     |
| 8     | 50 a 54 | 0     |
| 28    | 45 a 49 | 12    |
| 4     | 40 a 44 | 16    |
| 20    | 35 a 39 | 8     |
| 4     | 30 a 34 | 0     |
| 8     | 25 a 29 | 20    |
| 4     | 20 a 24 | 12    |
| 12    | 15 a 19 | 8     |
| 0     | 10 a 14 | 8     |
| 0     | 5 a 9   | 16    |
| 8     | 0 a 4   | 4     |

## Economia
El 2007 la població en edat de treballar era de 206 persones, 153 eren actives i 53 eren inactives. De les 153 persones actives 148 estaven ocupades (84 homes i 64 dones) i 5 estaven aturades (1 home i 4 dones). De les 53 persones inactives 14 estaven jubilades, 14 estaven estudiant i 25 estaven classificades com a «altres inactius».

### Ingressos
El 2009 a Saint-Mards-de-Fresne hi havia 135 unitats fiscals que integraven 335,5 persones, la mediana anual d'ingressos fiscals per persona era de 16.495 €.

### Activitats econòmiques
Dels 9 establiments que hi havia el 2007, 4 eren d'empreses de construcció, 3 d'empreses de comerç i reparació d'automòbils, 1 d'una empresa de transport i 1 d'una empresa d'hostatgeria i restauració.
Dels 3 establiments de servei als particulars que hi havia el 2009, 1 era una fusteria i 2 lampisteries.
L'any 2000 a Saint-Mards-de-Fresne hi havia 24 explotacions agrícoles que ocupaven un total de 1.200 hectàrees.

## Equipaments sanitaris i escolars
El 2009 hi havia una escola elemental integrada dins d'un grup escolar amb les comunes properes formant una escola dispersa.

## Poblacions més properes
El següent diagrama mostra les poblacions més properes.